# Daniel Weltlinger
Daniel Weltlinger (* 1977 in Sydney) ist ein australisch-ungarischer Jazzmusiker (Geige, Komposition).

## Leben und Wirken
Weltlinger studierte am Konservatorium seiner Geburtsstadt. Noch während des Studiums begann er eine Zusammenarbeit mit dem Gitarristen Yaron Hallis, aus der sich das Weltmusik-Projekt Monsieur Camembert entwickelte, das in Australien ab 2002 mit drei ARIA Awards ausgezeichnet wurde. 2004 kam er von Australien das erste Mal nach Deutschland, um mit Lulo Reinhardt aufzutreten (Latin Swing Project 2007). 
Weltlinger legte seit 2011 unter eigenem Namen eine Trilogie vor, die sich mit der Musik von Django Reinhardt, ihren Interpreten und Fans auseinandersetzte; der zweite Teil, das Album, Koblenz, erhielt im Down Beat eine 5-Sterne-Bewertung und gehörte zu den Aufnahmen, die diese Zeitschrift 2015 in die Liste der besten Alben des Jahres aufnahm. Auf seinem aktuellen Album Szolnok zeichnet er musikalisch die Geschichte einer von ihm geerbten Geige, die einst seinem Großvater Zoltán Fyszman (1902–1998) und zuvor dessen Bruder Ernö gehört hat, durch zahlreiche Länder Europas und Nordafrikas über den Nahen Osten bis nach Australien.
Weiterhin arbeitete er in der israelischen Gruppe Swing de Gitanes und ist an zwei Alben dieses Ensembles beteiligt. Zudem wirkte er in dem Projekt Radio Django mit dem Gitarristen Janko Lauenberger, im ungarischen Folk-Experimental-Duo The Huns mit Taylor Savvy sowie zwei australischen Improvisationsprojekten Zohar's Nigun und The Asthmatix mit Daniel Pliner, die jüdische Musik mit Jazz und Electronica/Hip-Hop fusionieren. Auch nahm er mit Sharon Brauner & Karsten Troyke (Yiddish Berlin), Kenneth Dahl Knudsen, Rino van Hooijdonk und Aiko Aiko auf. Mit dem Moka Efti Orchestra war er an Musik für die Fernsehserie Berlin Babylon beteiligt.

## Diskographische Hinweise
- Souvenirs: A Tribute to Django Reinhardt (CD Baby 2011)
- Koblenz: A Tribute to the Family Reinhardt (CD Baby 2014, mit Ian Date, Nigel Date, Thomas Wade, sowie Cameron Jones, Ben Panucci, Marcello Maio, Edouard Bronson, Daniel Pliner, Sam Golding, Ross Harrington, Mike Raper, Zoran Todorovic, Marc van Doornum, Vladimir Khusid, Heather Lloyd und Lulo Reinhardt)
- Karsten Troyke & Daniel Weltlinger Ich kann tanzen (Rectify 2015, mit Götz Lindenberg sowie Andrej Sur)
- Samoreau: Tribute to the Fans of Django Reinhardt  (DMG 2017)
- Szolnok (DMG / Rectify Records 2019, mit Uri Gincel, Paul Kleber, Mathias Ruppnig)